# (495759) Jandesselberger
(495759) Jandesselberger est un astéroïde de la ceinture principale.

## Description
(495759) Jandesselberger est un astéroïde de la ceinture principale. Il fut découvert le 10 février 2013 à Tincana par Michał Żołnowski et Michał Kusiak. Il présente une orbite caractérisée par un demi-grand axe de 2,64 UA, une excentricité de 0,13 et une inclinaison de 13,2° par rapport à l'écliptique.